# Woodlands Stadium (Singapur)
Das Woodlands Stadium ist ein Fußballstadion mit Leichtathletikanlage im Stadtteil Woodlands im Norden Singapurs. Es ist die Heimspielstätte des Fußballvereins Woodlands Wellington in der S.League, der höchsten Spielklasse in Singapur. Das Stadion wurde am 5. August 1989 eingeweiht. Es bietet Sitzplätze für 4300 Zuschauer; wovon 2000 Plätze auf der überdachten Haupttribüne liegen. die weiteren 2300 Plätze verteilen sich auf transportablen Zusatztribünen. Nur etwa 200 bis 300 Meter von der Spielstätte liegt die Sporthalle Woodlands Sport Hall; die Schwimmanlage Woodlands Swimming Complex und der Stadtpark Woodlands Town Park East entfernt.